# Un pur espion
Un pur espion (A Perfect Spy) est un roman d'espionnage de l'écrivain britannique John le Carré, publié en 1986. Très influencé par sa propre vie, et notamment par son père, c'est un des romans préférés de son auteur.

## Adaptation
- 1987 : A Perfect Spy (série télévisée de 7 épisodes, produite par la BBC)